# مدرسه مود
مدرسه مود مربوط به دوره پهلوی اول است و در شهرستان سربیشه روستای مود، داخل شهر واقع شده و این اثر در تاریخ ۱۰ خرداد ۱۳۸۲ با شمارهٔ ثبت ۸۹۵۱ به‌عنوان یکی از آثار ملی ایران به ثبت رسیده است.